# Episodi di Oishi High School Battle (prima stagione)
La prima stagione della webserie Oishi High School Battle è stata resa disponibile su YouTube dal 13 luglio 2012 al 14 settembre 2012.
| n° | Titolo             | YouTube           |
| -- | ------------------ | ----------------- |
| 1  | The Crush          | 13 luglio 2012    |
| 2  | Substitute Teacher | 20 luglio 2012    |
| 3  | Sleepover          | 27 luglio 2012    |
| 4  | The Gay Kid        | 3 agosto 2012     |
| 5  | Career Day         | 10 agosto 2012    |
| 6  | Sexting            | 17 agosto 2012    |
| 7  | Detention          | 24 agosto 2012    |
| 8  | Cutting            | 31 agosto 2012    |
| 9  | Cool Girls         | 7 settembre 2012  |
| 10 | Moving Away        | 14 settembre 2012 |

## The Gay Kid
- Diretto da: Brett Weiner e M.C. Griffin
- Scritto da: Daniel Dominguez e Joe Gressis

### Trama
Aubrey, l'amico gay di Oishi, sta avendo problemi a combattere i suoi demoni personali e tocca ad Oishi ucciderli.
- Guest star: Josh Androsky (Padre di Aubrey), Anthony Burch (Wallace), Matthew Florida (Raif), Joe Gressis (Gay Regular Guy Demon), Perez Hilton (Gay Perez Hilton Demon), Mark Indelicato (Aubrey), Kevin Joy (Tall Order), Kyoko Mase (Noodles), Jerry Zatarain Jr. (J-Mack)